# Žvirče
Žvirče je naselje v Občini Žužemberk v Suhi krajini. Naselje leži v dolini na kraškem svetu med Žužemberkom in Ribnico na nadmorski višini 437 m. (14° 47' vzhodne geografske dolžine, 45°46' severne geografske širine). V naselju je cerkev sv. Maksimiljana Kolbeja. V bližini je Joškovo brezno.

## Zgodovina
Naselje je bilo med 2. svetovno vojno večkrat požgano s strani slovenskih partizanov.
Konec leta 1944 je v spopadih z Nemci in domobranci pri Žvirčah padlo 6 partizanov, 11 pa je bilo ranjenih. 15. marca 1945 je 15. divizija NOVJ kraj požgala, prebivalstvo pa izselila.